# NGC 2757
NGC 2757 je dvojna zvijezda u zviježđu Vodenoj zmiji.

## Vanjske poveznice
- SEDS: NGC 2757